# Gabriel Fehervari
Gabriel Fehérvári (Wilrijk, 1960) is een Vlaams zakenman van Hongaarse afkomst, die actief was in de mediasector. Hij stond aan de wieg van bedrijven zoals Alfacam, Eurocam Media Center en Euro1080, en had er de dagelijkse leiding over. Ook het opstarten van het Europese cultuurkanaal EXQI is een van zijn verwezenlijkingen geweest. De vader van Gabriel Fehervari kwam tijdens de Hongaarse opstand van 1956 naar België. Hij was een van de vele hogeropgeleide Hongaren die vluchtte voor het geweld in eigen land. In Hoboken kon hij aan de slag.

## Opleiding
Gabriel ging naar het Onze-Lieve-Vrouwecollege in Antwerpen. Hierna studeerde hij Rechten aan de Universiteit Antwerpen (UFSIA) en de Katholieke Universiteit Leuven. Te Leuven ondernam hij in 1984 een poging om de studentenclub Moeder Sinjoria herop te richten nadat deze in 1969 uitgestorven was. Normaliter was deze club steeds enkel voor mannen uit het Antwerpse maar Fehérvári wou er ook vrouwen bij. Het lukte hem om een jaar Sinjoria draaiende te houden maar na het clubjaar 1984-1985 was de kous weer voorlopig af.  In Leuven ontmoette hij ook zijn toekomstige vrouw, Karin Stoop, die daar Kinesitherapie studeerde.

## Alfacam
Bij het eerste Night of the Proms-festival in Antwerpen in 1985 bood Fehervari zijn diensten aan. Met enkele camera's werd het concert opgenomen, terwijl Fehervari zelf voor de regie instond. Ook de volgende jaren zou Alfacam de opnames van dit concert verzorgen, telkens met meer en betere middelen. Stelselmatig groeiden de opdrachten en het bedrijf. Alfacam legde zich hierbij toe op de technische infrastructuur om opnames te maken en te regisseren, terwijl de cameramensen vooral ingehuurd werden. Alfacam werd op 19 april 2013 failliet verklaard.

## Doorbraak
Eind jaren 90 mocht Alfacam de infrastructuur leveren voor de uitzending van het Eurovisiesongfestival in Israël. Door de internationale uitstraling van dit evenement werd het bedrijf van Fehervari een referentie bij de audiovisuele media. Zo leverde hij 1 wagen voor de Olympische Winterspelen 2002 in Salt Lake City, en verzorgde opnames voor het Wereldkampioenschap voetbal 2002. Voor het faillissement was Alfacam op vele grote wereldevenementen actief. 

## Andere bedrijven
Naast Alfacam werkte Fehervari aan de uitbouw van hd-tv. Hij is namelijk van mening dat Europa achterblijft bij Japan en de Verenigde Staten. Daarom richtte hij in 2004 Euro1080 op, genoemd naar het aantal beeldlijnen in het formaat van hd-tv. In 2005 kwam binnen dit concept de cultuurzender EXQI tot stand.